# 斯帕圖利特嶺
73°28′S 167°13′E / 73.467°S 167.217°E
斯帕圖利特嶺（英語：Spatulate Ridge），是南極洲的山嶺，位於維多利亞地的博克格雷溫克海岸，屬於登山家山脈的一部分，處於蘇特冰川和里奇韋冰川之間，現時由南極條約體系管理。